# 특정 위험 물질
특정 위험 물질(特定危險物質, 영어: specified risk material, SRM)은 소, 양, 염소 등 가축의 부위 중 프리온 질병을 전염시킬 가능성이 높은 부분을 규정한 것이다. 쇠고기의 경우 통상 뇌, 눈, 척수, 창자 등 몇몇 기관들이 여기에 해당되는데, 그 기준은 국가별로 다르다.
SRM의 사용을 규제하는 법안은 위험 물질을 통제하여 광우병을 포함한 프리온 질병의 발생을 방지하기 위한 것이다.

유럽 연합은 도살 직후 SRM을 제거하여 인간과 동물의 식품 공급망에 섞여들어오지 않도록 하고 있다. 캐나다는 2007년 7월 초부터 SRM의 사용을 제한하는 법안을 통과시켰다.

## 권역별 기준

### 미국/캐나다
2004년 1월 12일 미국 농무부의 식품안전국(FSIS)은 공중 보건을 고려하여 광우병 감염 조직에 노출을 최소화하기 위해 광우병 긴급수입제한조치를 강화한 새로운 법안을 공포했다. 그 내용은 다음과 같다.
30개월 이상된 소의 두개골(skull), 뇌(brain), 3차신경절(trigeminal ganglia), 눈(eye), 등골뼈(vertebrae column), 척수(spinal cord), 등근신경절(dorsal ganglia)과, 모든 소의 편도선(tonsil), 말초 회장(distal ilieum 소장의 일부)을 포함하여, 과학적으로 감염(infectivity)의 위험이 있다고 판단되는 모든 부위를 인간 식품 공급망으로부터 격리한다.

미국 FDA에서는, 1) 전 연령 소의 편도와 말초 회장, 2) 30개월 이상된 소의 뇌, 두개골, 눈, 3차신경절, 척수, 등골뼈, 등배신경절을 SRM으로 규정하고 있다.

### 유럽 연합

#### 소
EU의 각 국가들은 1) 전 연령의 소의 편도선과 창자(십이지장 ~ 직장), 2) 12개월 이상된 소의 두개골, 뇌와 눈, 척수, 3) 30개월 이상된 소의 경추, 흉추의 횡돌기와 꼬리뼈, 천추의 날개를 제외한 척추, 천추의 정중천골능선을 SRM으로 규정한다.

#### 양·염소
양과 염소는 1) 전 연령의 비장과 회장, 2) 12개월 이상(또는 영구치가 난 경우) 뇌와 눈을 포함한 두개골, 편도와 척수를 SRM으로 규정한다.

#### 추가 규정
위와 같은 SRM이 제거되지 않은 사체는 전체를 SRM으로 취급하여 정제하거나 소각해야 하며, 제거 후에도 SRM에 붙어 있는 조각이나 SRM과 접촉한 부분은 SRM으로 취급하도록 되어 있다.

## 같이 보기
- 회수육(RM)
- 2008년 대한민국 미국산 쇠고기 수입 협상 논란
- 한미 쇠고기 협상 내용에 대한 반대 시위
- 동물성 사료
- 패스트 푸드 네이션
- 다우너 소